# Dunstable
Pour la localité du Massachusetts, voir Dunstable (Massachusetts). Pour le musicien anglais, voir John Dunstable.
Dunstable [dʌn.stə.bʊl] est une ville et une paroisse civile du comté de Bedfordshire, en Angleterre. Elle est située à environ 50 km au nord-ouest de Londres. 
Lors du recensement de 2001, la population était de 33 805 habitants.

## Histoire
On y a produit au XIXe siècle des chapeaux de paille. C'est à Dunstable que furent jouées les premières pièces de théâtre en Angleterre.
Dunstable se trouve sur un carrefour de la route romaine de Watling Street (aujourd'hui la route nationale A5 qui va d'Edgware Road dans le centre de Londres jusqu'à Holyhead au pays de Galles).
À l'époque romaine, Dunstable s'appelait Durocobrivis. Il existe deux théories sur l'origine du nom moderne : soit un bandit célèbre, Dunn, aurait donné son nom à la ville Dunn's stable (l'écurie de Dunn), soit le nom Dunstable vient du mot anglo-saxon Dunstaple qui veut dire « marché sur la butte ».
Dunstable compte une vingtaine de pubs anciens. Parce qu'il fallait un jour pour y arriver depuis Londres, on aimait donc y passer la nuit.
Deux pubs très anciens ont toujours des portails sur le côté, où passaient autrefois des diligences. Le Sugar Loaf, à 150 m du carrefour dans High Street North et le Saracens Head, à 100 m du carrefour dans High Street South.

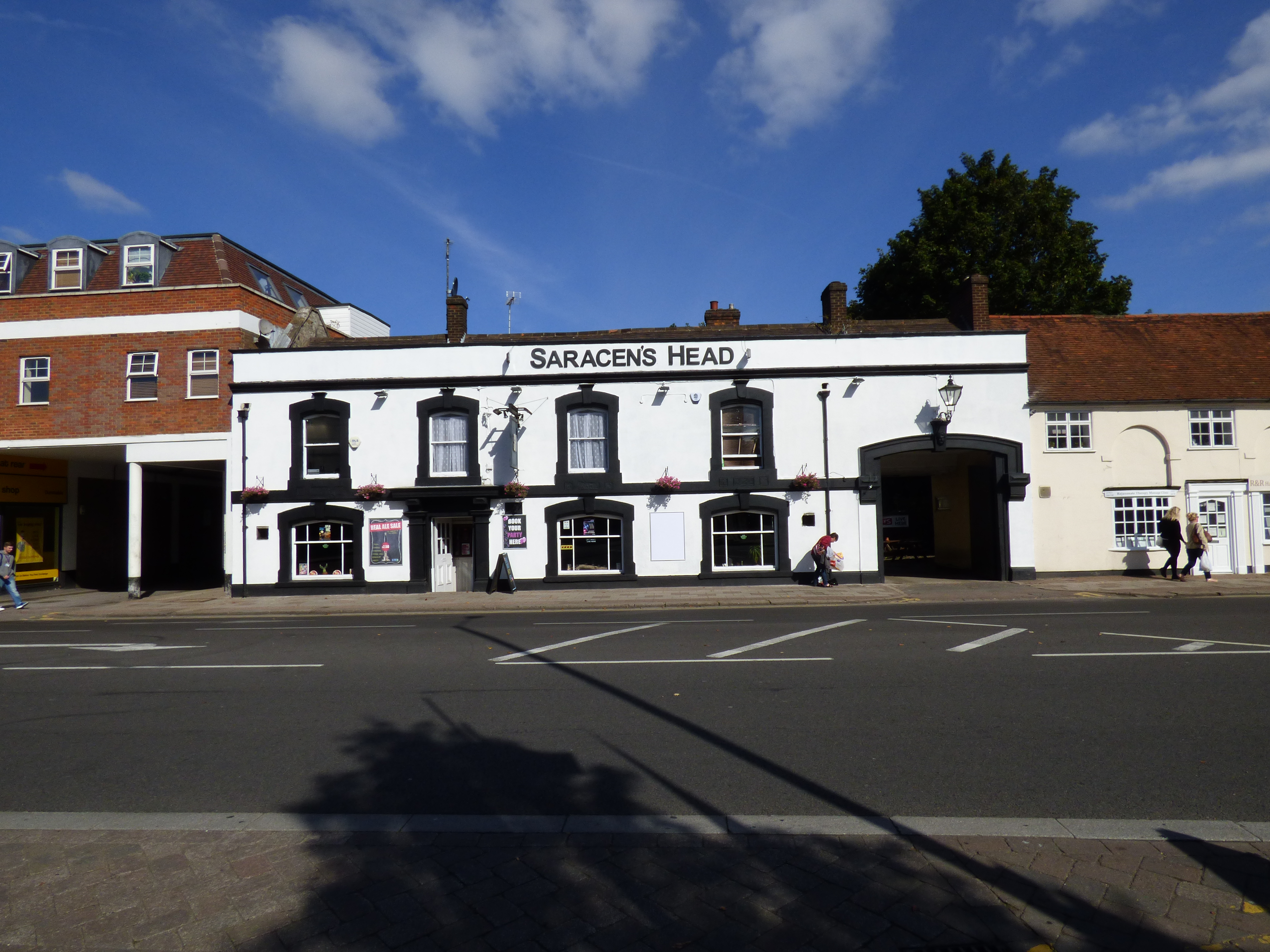
Le Saracens Head en 2015.

Le sol du Saracens Head (nom souvent donné aux pubs fréquentés par les chevaliers des croisades[réf. nécessaire]), se trouve environ 50 cm plus bas que la route A5 (High Street South), conséquence du nombre de fois que la route a été réaménagée depuis sa construction.
On dit[Qui ?] qu'il y a toute une série de tunnels qui va du sous-sol du Saracens Head jusqu'à la crypte du prieuré de Dunstable (en) 150 m derrière.

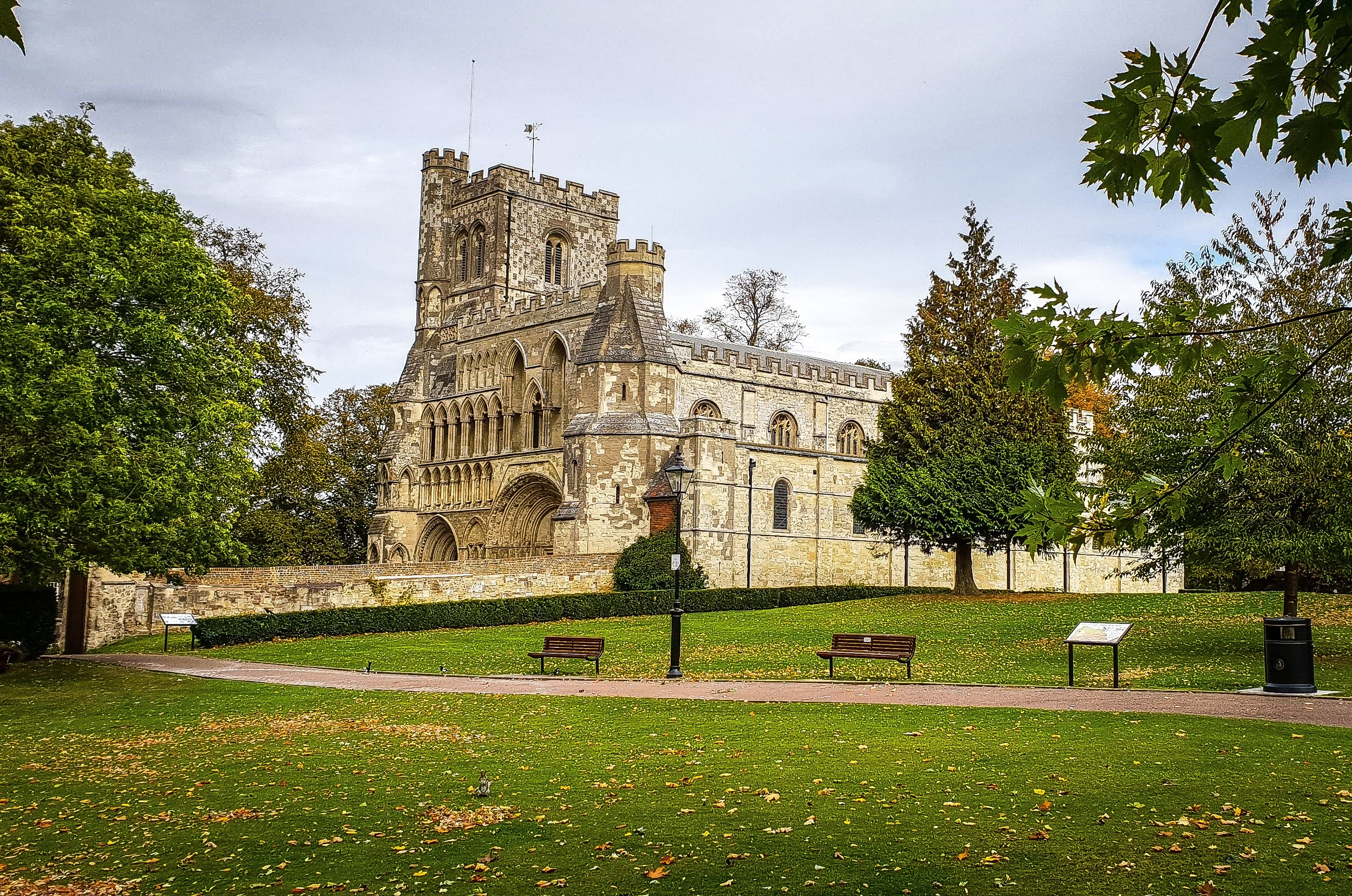
Le en 2018.

Le prieuré de Dunstable (en) a été fondé en 1132 par Henri Ier d'Angleterre. C'est là qu'Henri VIII et Catherine d'Aragon ont divorcé en 1532[réf. souhaitée], ce qui a provoqué le schisme anglican entre l'Église d'Angleterre et le catholicisme.
Les premières batailles de la guerre civile anglaise ont eu lieu à Dunstable.[réf. souhaitée]
L'acteur américain Gary Cooper y a passé une partie de son enfance dans les années 1910.

## Transports
Le London and North Western Railway est arrivé à Dunstable en 1848, la reliant à la West Coast Main Line à Leighton Buzzard (5 km à l'ouest) grâce à la gare de Dunstable nord (en). Dix ans plus tard, une deuxième ligne de chemin de fer faisait la liaison entre la nouvelle gare de Dunstable de Church Street et Luton (5 km à l'est). Ces deux lignes de chemin de fer et ces deux gares ont été victimes des Beeching cuts dans les années 1960.
Les emprises de ces voies ont été partiellement reprises par la National Cycle Route 6 (en) et par une ligne d'autobus guidé, le Luton to Dunstable Busway (en), qui les utilise depuis 2013 pour rejoindre Luton.

## Jumelages
- Brive-la-Gaillarde (France) depuis 1967
- Bourgoin-Jallieu (France) depuis 2005.